# Villa Falkenstein (Radebeul)
Die Villa Falkenstein ist ein herrschaftliches Wohnhaus in der Eduard-Bilz-Straße 44 im Stadtteil Oberlößnitz der sächsischen Stadt Radebeul. Das mit Einfriedung und zwei Plastiken an der Eingangstreppe unter Denkmalschutz stehende Wohngebäude im Stil des Neobarock, als exemplarisches Beispiel dieser Stilrichtung im Dehio aufgeführt, errichteten 1888 die Gebrüder Ziller auf eigene Rechnung an der von ihnen erschlossenen Sophienstraße und verkauften es 1891 an den Baron Louis Trützschler von Falkenstein aus Steglitz bei Berlin.

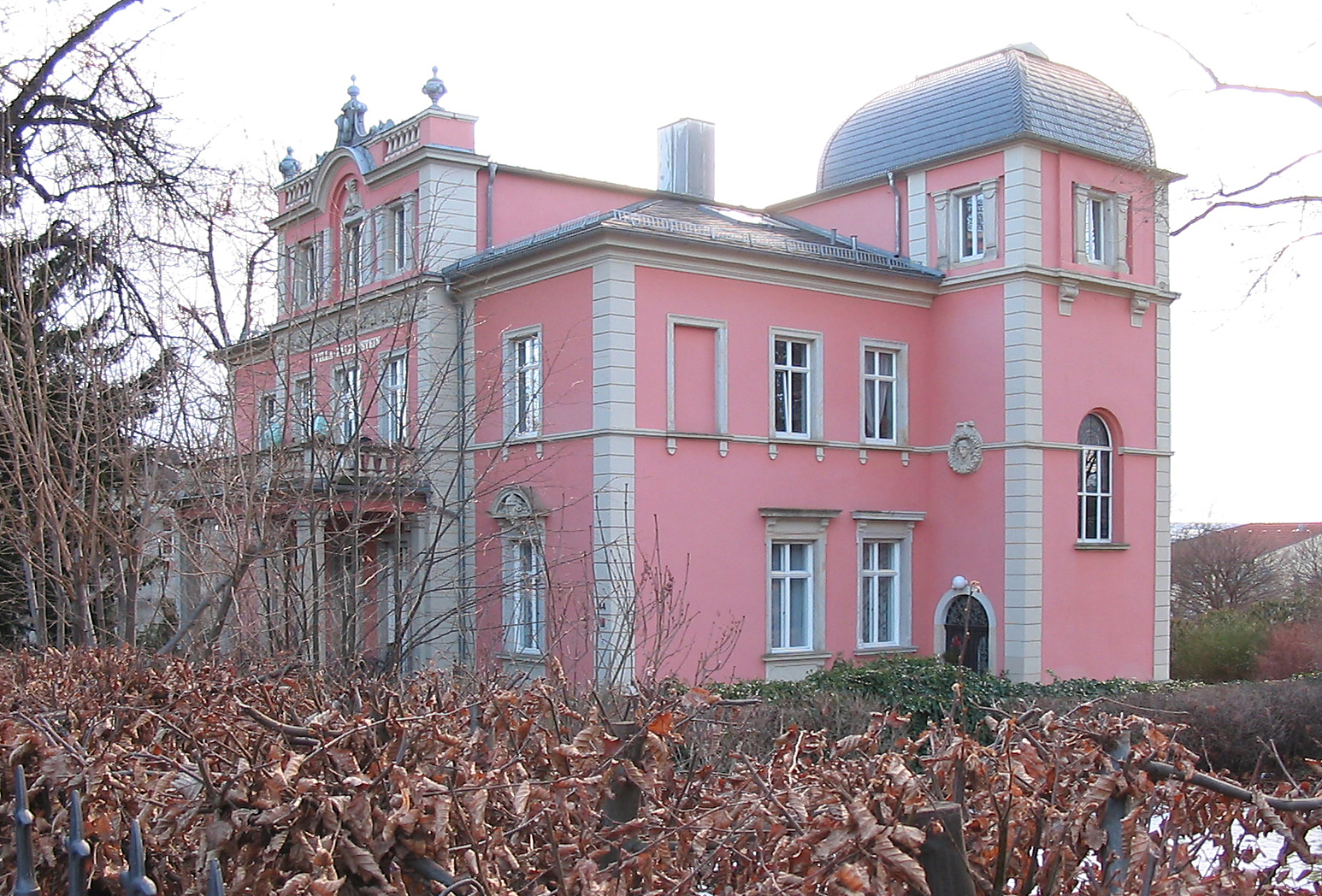
Villa Falkenstein

## Beschreibung

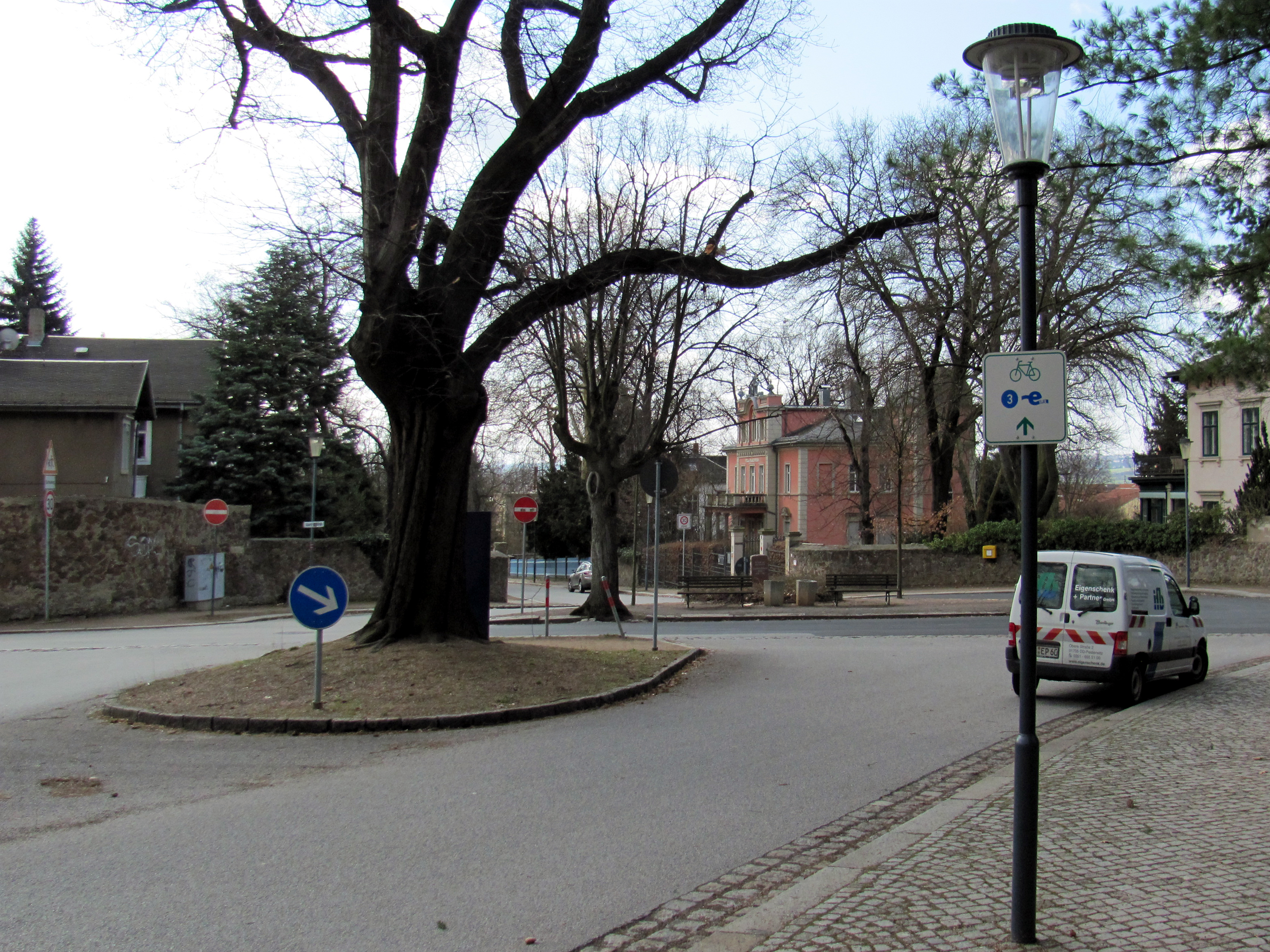
Villa Falkenstein am Eduard-Bilz-Platz, rechts Villa Sonnenhof, links Haus Rudell

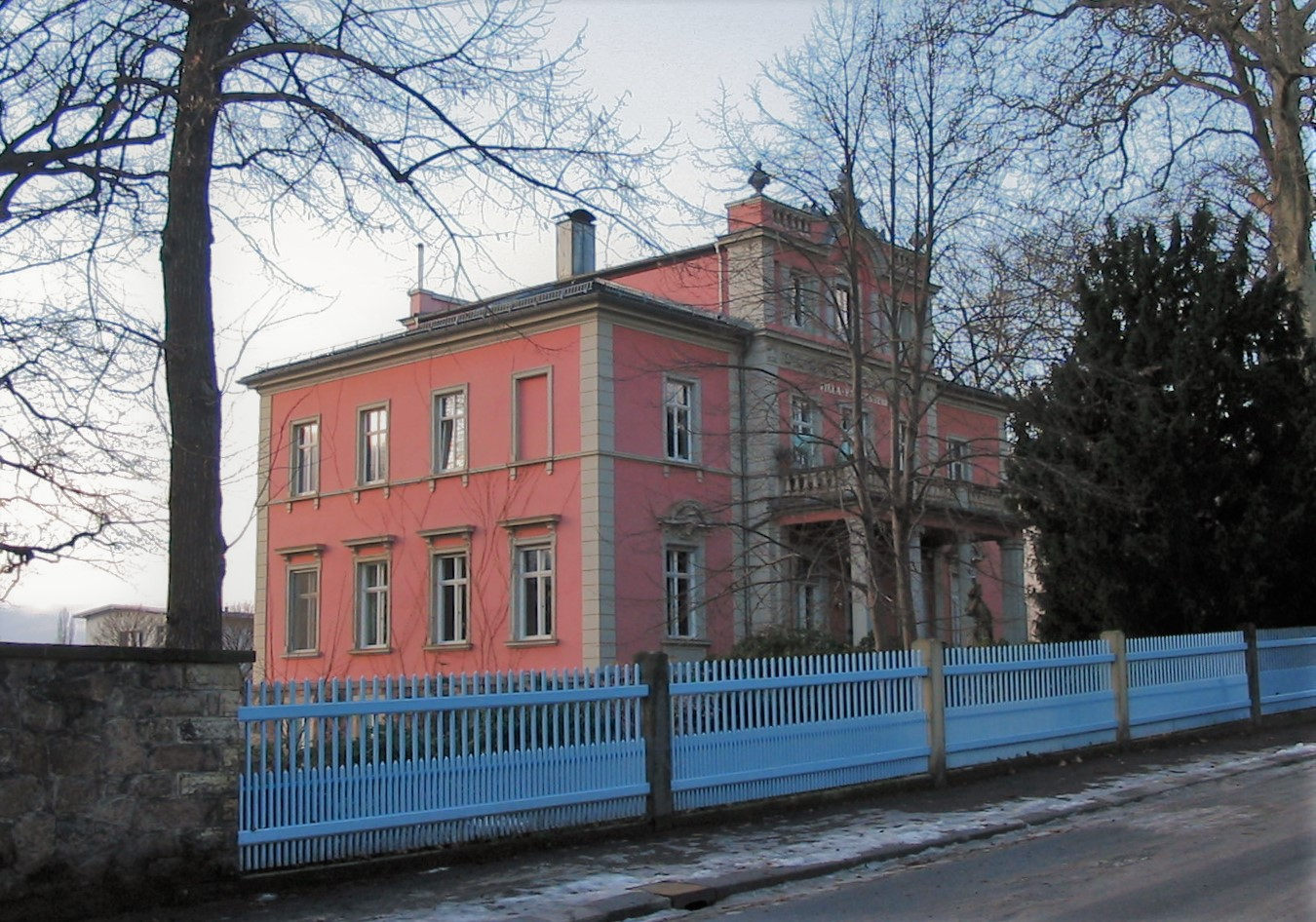
Villa Falkenstein

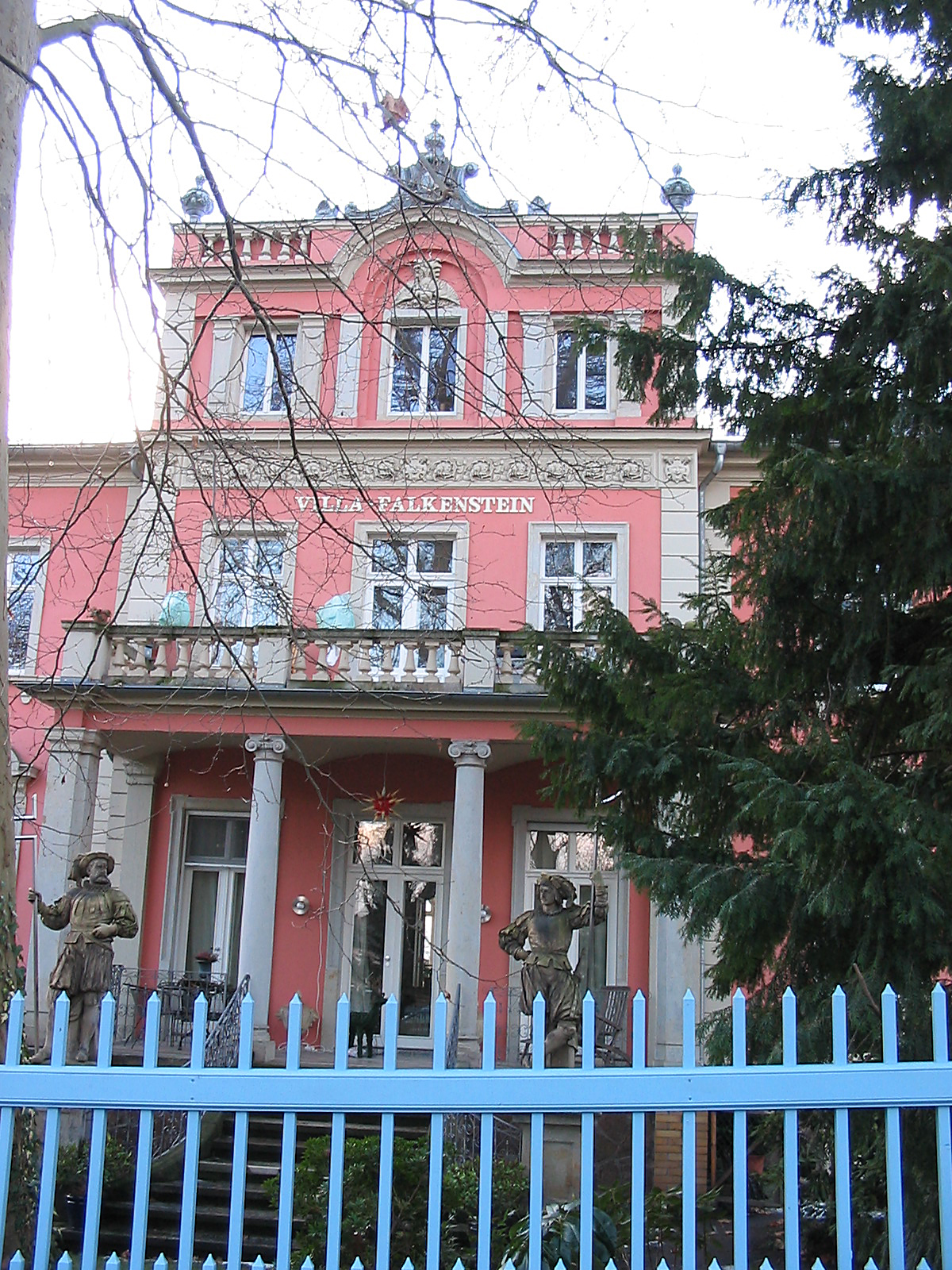
Villa Falkenstein, Mittelrisalit

Die symmetrisch angelegte, zweigeschossige Villa über einem Bruchstein-Souterrain ist fünf mal vier Fensterachsen groß, sie hat ein flach geneigtes Walmdach. Die Straßenansicht zeigt einen dreiachsigen Mittelrisalit mit einem überhöhten Geschoss, Attika und Balustrade. Im Erdgeschoss befindet sich vor dem Risalit eine säulengeschmückte Veranda nebst einer sich ausweitenden Freitreppe zum Garten. Auf Postamenten am Fuß derselben stehen zwei Plastiken.
In der rechten Seitenansicht befindet sich im hinteren Teil ein dreigeschossiger Treppenturm mit einem abgeplatteten Kuppeldach. Die Putzfassade wird durch Gesimse und Ecklisenen mit Nutung gegliedert und durch Ornamentfriese verziert. Oben auf der Balustrade des Risalits stehen Vasen.
Der neue Besitzer Trützschler von Falkenstein ließ 1892 zusätzlich ein zweigeschossiges Nebengebäude mit einem beinahe flachen Walmdach errichten.
Die Villa stand bereits zu DDR-Zeiten seit mindestens 1979 unter Denkmalschutz. Sie wurde in den Jahren 1996/1998 aufwendig und denkmalgerecht saniert, wofür sie 1998 mit dem Radebeuler Bauherrenpreis ausgezeichnet wurde.
Zur Rechten benachbart ist die Ziller-Villa Sonnenhof. Nicht weit entfernt, im Augustusweg 51a, steht eine weitere Villa einer Angehörigen der Familie Trützschler von Falkenstein, die Villa Olga.